# Каримське міське поселення
Кари́мське міське поселення (рос. Карымское городское поселение) — міське поселення у складі Каримського району Забайкальського краю Росії.
Адміністративний центр та єдиний населений пункт — селище міського типу Каримське.

## Населення
Населення міського поселення становить 12845 осіб (2019; 13037 у 2010, 12440 у 2002).